# Brigitte Cuypers
Pour les articles homonymes, voir Cuypers.
Brigitte Cuypers (née le 3 décembre 1955) est une joueuse de tennis sud-africaine, professionnelle dans les années 1970.
Elle compte trois titres en simple acquis à l'Open d'Afrique du Sud à Johannesbourg. Elle s'est également imposée à trois reprises en double dames.

## Palmarès

### Titres en simple dames
| No | Date       | Nom et lieu du tournoi            | Catégorie | Dotation | Surface    | Finaliste     | Score         |          |
| -- | ---------- | --------------------------------- | --------- | -------- | ---------- | ------------- | ------------- | -------- |
| 1  | 22-11-1976 | South African Open, Johannesbourg |           | 35 000 $ | Dur (ext.) | Laura duPont  | 6-7, 6-4, 6-1 | Parcours |
| 2  | 16-01-1978 | Avon Futures of Tucson, Tucson    | Futures   | 20 000 $ | Dur (ext.) | Sharon Walsh  | 6-2, 2-6, 6-3 | Parcours |
| 3  | 27-11-1978 | South African Open, Johannesbourg |           | NC       | Dur (ext.) | Linda Siegel  | 6-1, 6-0      |          |
| 4  | 26-11-1979 | South African Open, Johannesbourg |           | 175000 $ | Dur (ext.) | Tanya Harford | 7-6, 6-2      | Parcours |

### Finales en simple dames
| No | Date       | Nom et lieu du tournoi                          | Catégorie      | Dotation | Surface      | Vainqueure       | Score         |          |
| -- | ---------- | ----------------------------------------------- | -------------- | -------- | ------------ | ---------------- | ------------- | -------- |
| 1  | 04-06-1973 | Rothmans Championships, Chichester              |                | NC       | Gazon (ext.) | Dianne Fromholtz | 6-1, 6-0      | Parcours |
| 2  | 26-11-1975 | South African Open Championships, Johannesbourg |                | NC       | Dur (ext.)   | Annette Van Zyl  | 6-3, 3-6, 6-4 | Parcours |
| 3  | 09-08-1976 | US Clay Court Championships, Indianapolis       |                | 35 000 $ | Terre (ext.) | Kathy May        | 6-4, 4-6, 6-2 |          |
| 4  | 28-11-1977 | South African Open, Johannesbourg               |                | 35 000 $ | Dur (ext.)   | Linky Boshoff    | 6-4, 6-1      | Parcours |
| 5  | 13-08-1979 | Player’s International, Toronto                 | Colgate Series | 35 000 $ | Dur (ext.)   | Laura duPont     | 6-4, 6-7, 6-1 | Parcours |

### Titres en double dames
| No | Date       | Nom et lieu du tournoi        | Catégorie | Dotation | Surface         | Partenaire      | Finalistes                     | Score         |          |
| -- | ---------- | ----------------------------- | --------- | -------- | --------------- | --------------- | ------------------------------ | ------------- | -------- |
| 1  | 03-02-1976 | Virginia Slims of Akron Akron | VS Tour   | 75 000 $ | Moquette (int.) | Mona Guerrant   | Glynis Coles Florenta Mihai    | 6-4, 7-64     | Parcours |
| 2  | 07-06-1976 | Robertson's Cup Beckenham     |           | NC       | Gazon (ext.)    | Annette Van Zyl | Natasha Chmyreva Olga Morozova | 9-7, 6-4      | Parcours |
| 3  | 16-05-1977 | Italian Open Rome             |           | 35 000 $ | Terre (ext.)    | Marise Kruger   | Bunny Bruning Sharon Walsh     | 3-6, 7-5, 6-2 |          |

### Finales en double dames
| No | Date       | Nom et lieu du tournoi              | Catégorie | Dotation | Surface         | Vainqueures                     | Partenaire      | Score         |          |
| -- | ---------- | ----------------------------------- | --------- | -------- | --------------- | ------------------------------- | --------------- | ------------- | -------- |
| 1  | 16-07-1973 | Netherlands International Hilversum |           | NC       | Terre (ext.)    | Helga Masthoff Betty Stöve      | Trudy Groenman  | 6-2, 7-6      | Parcours |
| 2  | 05-07-1976 | Swiss Open Championships Gstaad     |           | NC       | Terre (ext.)    | Betsy Nagelsen Wendy Turnbull   | Annette Van Zyl | 6-4, 6-4      | Parcours |
| 3  | 26-09-1977 | Florida Federal Open Palm Harbor    |           | 35 000 $ | Terre (ext.)    | Linky Boshoff Ilana Kloss       | Marise Kruger   | 6-7, 6-2, 6-2 | Parcours |
| 4  | 03-10-1977 | Wyler’s Women’s Classic Atlanta     |           | 75 000 $ | Moquette (int.) | Martina Navrátilová Betty Stöve | Marise Kruger   | 6-4, 6-2      | Parcours |
| 5  | 28-11-1977 | South African Open Johannesbourg    |           | 35 000 $ | Dur (ext.)      | Linky Boshoff Ilana Kloss       | Marise Kruger   | 5-7, 6-3, 6-3 | Parcours |
| 6  | 29-01-1979 | Avon Futures of Toronto Toronto     | Futures   | 25 000 $ | Dur (int.)      | Bunny Bruning Rayni Fox         | Renáta Tomanová | 6-4, 6-2      | Parcours |

## Parcours en Grand Chelem

### En simple dames
| Année | Open d'Australie (janvier) | Open d'Australie (janvier) | Internationaux de France | Internationaux de France | Wimbledon      | Wimbledon       | US Open         | US Open        | Open d'Australie (décembre) | Open d'Australie (décembre) |
| ----- | -------------------------- | -------------------------- | ------------------------ | ------------------------ | -------------- | --------------- | --------------- | -------------- | --------------------------- | --------------------------- |
| 1974  | -                          | -                          | -                        | -                        | 2e tour (1/32) | Patti Hogan     | -               | -              | n/a                         | n/a                         |
| 1975  | -                          | -                          | -                        | -                        | 2e tour (1/32) | Linda Mottram   | 1er tour (1/32) | Tine Zwaan     | n/a                         | n/a                         |
| 1976  | -                          | -                          | 1er tour (1/32)          | Glynis Coles             | 2e tour (1/32) | Peggy Michel    | 2e tour (1/32)  | Betsy Nagelsen | n/a                         | n/a                         |
| 1977  | -                          | -                          | 3e tour (1/8)            | Renáta Tomanová          | 2e tour (1/32) | Renáta Tomanová | 3e tour (1/16)  | Rosie Casals   | -                           | -                           |
| 1978  | n/a                        | n/a                        | -                        | -                        | 3e tour (1/16) | Virginia Ruzici | 2e tour (1/32)  | Virginia Wade  | -                           | -                           |
| 1979  | n/a                        | n/a                        | -                        | -                        | 2e tour (1/32) | Tracy Austin    | 1er tour (1/64) | Alycia Moulton | -                           | -                           |

À droite du résultat, l’ultime adversaire.

### En double dames
| Année | Open d'Australie (janvier) | Open d'Australie (janvier) | Internationaux de France      | Internationaux de France   | Wimbledon                     | Wimbledon                | US Open                       | US Open                    | Open d'Australie (décembre) | Open d'Australie (décembre) |
| ----- | -------------------------- | -------------------------- | ----------------------------- | -------------------------- | ----------------------------- | ------------------------ | ----------------------------- | -------------------------- | --------------------------- | --------------------------- |
| 1973  | -                          | -                          | -                             | -                          | 2e tour (1/16) Kate Latham    | Ann Kiyomura M. Redondo  | -                             | -                          | n/a                         | n/a                         |
| 1974  | -                          | -                          | -                             | -                          | 1er tour (1/32) R. Whitehouse | K. Kemmer V. Ziegenfuss  | 1er tour (1/16) Sue Stap      | Helen Gourlay K. Krantzcke | n/a                         | n/a                         |
| 1975  | -                          | -                          | -                             | -                          | 1er tour (1/32) R. Whitehouse | F. Dürr Betty Stöve      | 1er tour (1/16) Helen Gourlay | J. Russell Jane Stratton   | n/a                         | n/a                         |
| 1976  | -                          | -                          | 1er tour (1/16) Laura duPont  | Helen Anliot M. Simionescu | 1er tour (1/32) D. Fromholtz  | Laura duPont W. Turnbull | 1er tour (1/32) A. Van Zyl    | Carrie Meyer Wendy Overton | n/a                         | n/a                         |
| 1977  | -                          | -                          | 1er tour (1/16) Marise Kruger | C. Matison Pam Whytcross   | 1/4 de finale Marise Kruger   | Helen Cawley J. Russell  | 3e tour (1/8) Marise Kruger   | Julie Anthony B. J. King   | -                           | -                           |
| 1978  | n/a                        | n/a                        | -                             | -                          | 2e tour (1/16) V. Ziegenfuss  | Judy Tegart W. Gilchrist | 3e tour (1/8) Kristien Shaw   | F. Dürr Virginia Wade      | -                           | -                           |
| 1979  | n/a                        | n/a                        | 2e tour (1/8) Laura duPont    | Ilana Kloss B. Stuart      | 2e tour (1/16) Laura duPont   | F. Dürr Virginia Wade    | 3e tour (1/8) Y. Vermaak      | Tracy Austin Kathy May     | -                           | -                           |

Sous le résultat, la partenaire ; à droite, l’ultime équipe adverse.

### En double mixte
| Année | Open d'Australie (janvier), | Open d'Australie (janvier), | Internationaux de France | Internationaux de France | Wimbledon                     | Wimbledon                  | US Open                      | US Open                  | Open d'Australie (décembre), | Open d'Australie (décembre), |
| ----- | --------------------------- | --------------------------- | ------------------------ | ------------------------ | ----------------------------- | -------------------------- | ---------------------------- | ------------------------ | ---------------------------- | ---------------------------- |
| 1974  | n/a                         | n/a                         | -                        | -                        | 1er tour (1/64) Ross Case     | R. Whitehouse John Yuill   | 1er tour (1/16) Ross Case    | F. McLennan Roger Taylor | n/a                          | n/a                          |
| 1975  | n/a                         | n/a                         | -                        | -                        | 1er tour (1/32) Byron Bertram | Helen Anliot Thomaz Koch   | 1er tour (1/16) John Andrews | M. Smith Marty Riessen   | n/a                          | n/a                          |
| 1976  | n/a                         | n/a                         | -                        | -                        | 1er tour (1/32) D. Schneider  | F. Bonicelli Ricardo Cano  | -                            | -                        | n/a                          | n/a                          |
| 1977  | n/a                         | n/a                         | -                        | -                        | 3e tour (1/8) B. Mitton       | Navrátilová D. Ralston     | -                            | -                        | n/a                          | n/a                          |
| 1978  | n/a                         | n/a                         | -                        | -                        | -                             | -                          | 2e tour (1/16) Johan Kriek   | J. Russell R. Carmichael | n/a                          | n/a                          |
| 1979  | n/a                         | n/a                         | -                        | -                        | 1er tour (1/32) John Yuill    | E. Goolagong John Newcombe | -                            | -                        | n/a                          | n/a                          |

Sous le résultat, le partenaire ; à droite, l’ultime équipe adverse.

## Parcours aux Masters

### En double dames
| # | Date       | Nom de l'édition          | ($)     | Surface | Résultat      | Partenaire    | Ultimes adversaires           | Score    |          |
| - | ---------- | ------------------------- | ------- | ------- | ------------- | ------------- | ----------------------------- | -------- | -------- |
| 1 | 09/04/1975 | Bridgestone Doubles Tokyo | 100 000 |         | 1/4 de finale | Helen Gourlay | Rosie Casals Billie Jean King | 6-1, 6-1 | Parcours |

## Parcours en Coupe de la Fédération
| #                                                                           | Date       | Lieu            | Surface      | Gagnante(s)                  | Perdante(s)                  | Score          |          |
|                                                                             |            |                 |              |                              |                              |                |          |
| 1975 - 1/4 de finale (groupe mondial) - Afrique du Sud - États-Unis - 1 : 2 |            |                 |              |                              |                              |                |          |
| 1                                                                           | 05/05/1975 | Aix-en-Provence | Terre (ext.) | Julie Heldman Janet Newberry | Brigitte Cuypers Ilana Kloss | 6-1, 6-4       | Parcours |
|                                                                             |            |                 |              |                              |                              |                |          |
| 1977 - 1er tour (groupe mondial) - Afrique du Sud - Japon - 2 : 1           |            |                 |              |                              |                              |                |          |
| 2                                                                           | 13/06/1977 | Eastbourne      | Herbe (ext.) | Naoko Sato                   | Brigitte Cuypers             | 6-4, 8-10, 6-4 | Parcours |
|                                                                             |            |                 |              |                              |                              |                |          |
| 1977 - 2e tour (groupe mondial) - Afrique du Sud - Nouvelle-Zélande - 3 : 0 |            |                 |              |                              |                              |                |          |
| 3                                                                           | 13/06/1977 | Eastbourne      | Herbe (ext.) | Brigitte Cuypers             | Judy Connor                  | 6-2, 6-2       | Parcours |
|                                                                             |            |                 |              |                              |                              |                |          |
| 1977 - 1/4 de finale (groupe mondial) - Afrique du Sud - Pays-Bas - 2 : 1   |            |                 |              |                              |                              |                |          |
| 4                                                                           | 13/06/1977 | Eastbourne      | Herbe (ext.) | Betty Stöve                  | Brigitte Cuypers             | 6-2, 6-1       | Parcours |
|                                                                             |            |                 |              |                              |                              |                |          |
| 1977 - 1/2 finale (groupe mondial) - États-Unis - Afrique du Sud - 3 : 0    |            |                 |              |                              |                              |                |          |
| 5                                                                           | 13/06/1977 | Eastbourne      | Herbe (ext.) | Chris Evert                  | Brigitte Cuypers             | 6-1, 6-1       | Parcours |